# Guyana-Dollar
Der Guyana-Dollar ist die Währung von Guyana. Die Abkürzung nach ISO 4217 ist GYD.
Der Guyana-Dollar ist außerhalb des Landes nicht verwertbar. Banknoten sind in Nennwerten von 20, 50, 100, 500, 1000, 2000 und 5000 GYD im Umlauf. Kreditkarten werden nur von größeren Geschäften und Banken akzeptiert und die Beträge dem Konto in US-Dollar belastet.